# Opportunity: A Journal of Negro Life
Opportunity: A Journal of Negro Life est une revue américaine de la National Urban League, fondée en 1923 par Charles S. Johnson et qui paraîtra jusqu'en 1949, de nombreuses figures de la Renaissance de Harlem y publieront des articles.

## Historique
Opportunity est le magazine officiel de la National Urban League, créé et animé Charles S. Johnson  le premier numéro paraît en janvier 1923. Afin de le légitimer, en 1924, Charles S. Johnson organise un gala au Civic Club (en) de New York sous la présidence d'Alain Locke.
Les couvertures des premiers numéros ont été l’œuvre d'artistes comme Aaron Douglas, Gwendolyn Bennett, Winold Reiss (en) et Richard Bruce Nugent (en), des écrivains de la Renaissance de Harlem comme Hubert Harrison, Langston Hughes, Countee Cullen et  Zora Neale Hurston y écrivent des articles.

## Archives
Les différents numéros sont déposés et consultables auprès de la New York Public Library (Bibliothèque publique de New York).

## Pour approfondir